# غلين ماكدونالد
غلين ماكدونالد (بالإنجليزية: Glenn McDonald)‏ مواليد 21 مارس 1952 في كيواني، هو مدرب كرة سلة أمريكي ولاعب سابق. بدأ مسيرته الاحترافية في سنة 1974. تم اختياره من قبل فريق بوسطن سيلتكس خلال الدرافت. يبلغ طوله 6 قدم 6 بوصة (2.0 م). اعتزل اللعب في 1980. لعب مع بوسطن سيلتكس وميلووكي باكز.

## روابط خارجية
- غلين ماكدونالد على موقع إن بي أي (الإنجليزية)
- غلين ماكدونالد على موقع سبورتس رفرنس (الإنجليزية)
- غلين ماكدونالد على موقع كلية كرة السلة في سبورتس رفرنس.كوم (الإنجليزية)
- غلين ماكدونالد على موقع ريلجم (الإنجليزية)
- غلين ماكدونالد على موقع بروبوليرز (الإنجليزية)